# Елем
Елем (фр. Elesmes) насеље је и општина у североисточној Француској у региону Север-Па д Кале, у департману Север која припада префектури Авне сир Елп.
По подацима из 2011. године у општини је живело 926 становника, а густина насељености је износила 148,64 становника/km². Општина се простире на површини од 6,23 km². Налази се на средњој надморској висини од 129 метара (максималној 151 m, а минималној 124 m).

## Демографија
| 1962. | 1968. | 1975. | 1982. | 1990. | 1999. | 2011. |
| ----- | ----- | ----- | ----- | ----- | ----- | ----- |
| 583   | 631   | 699   | 796   | 855   | 852   | 926   |

График промене броја становника у току последњих година